# Wilbert Melville
Wilbert Melville (6 novembre 1892 – Cape May, 15 novembre 1965) è stato un regista e sceneggiatore statunitense, attivo nel cinema muto.

## Filmografia

### Regista

#### 1910
- Renunciation - cortometraggio (1910)

#### 1911
- The Mascot of Troop 'C' - cortometraggio (1911)

#### 1912
- The Blacksmith - cortometraggio (1912)
- A Mexican Courtship - cortometraggio (1912)
- Juan and Juanita - cortometraggio (1912)

#### 1913
- The Mexican Spy - cortometraggio (1913)
- Private Smith - cortometraggio (1913)
- The Price of Jealousy - cortometraggio (1913)
- A False Friend - cortometraggio (1913)
- The Split Nugget - cortometraggio (1913)
- Back to Primitive - cortometraggio (1913)
- The Birthmark - cortometraggio (1913)
- The Padre's Strategy - cortometraggio (1913)
- The Breed of the West - cortometraggio (1913)
- A Perilous Ride - cortometraggio (1913)
- Love and War in Mexico - cortometraggio (1913)
- A Woman's Heart - cortometraggio (1913)
- The Legend of Lovers Leap - cortometraggio (1913)
- Her Atonement - cortometraggio (1913)
- The Message of the Rose - cortometraggio (1913)
- The Camera's Testimony - cortometraggio (1913)
- A Mexican Tragedy - cortometraggio (1913)
- Melita's Sacrifice - cortometraggio (1913)
- Her Boy - cortometraggio (1913)

#### 1914
- Out of the Depths - cortometraggio (1914)
- Sealed Orders - cortometraggio (1914)
- The Secret Marriage - cortometraggio (1914)
- The Downward Path - cortometraggio (1914)
- The Quack - cortometraggio (1914)

#### 1915
- Beneath the Sea - cortometraggio (1915)
- The Dead Soul - cortometraggio (1915)
- The Spark and the Flame - cortometraggio (1915)
- Jealousy - cortometraggio (1915)
- Jim West, Gambler - cortometraggio (1915)
- The Emerald God - cortometraggio (1915)
- The Lonely Fisherman - cortometraggio (1915)
- Nell of the Dance Hall - cortometraggio (1915)
- The Strange Unknown - cortometraggio (1915)
- The Wonder Cloth - cortometraggio (1915)
- The Sacred Bracelet - cortometraggio (1915)
- A Night in Old Spain - cortometraggio (1915)
- Margie of the Underworld - cortometraggio (1915)
- As the Twig Is Bent - cortometraggio (1915)
- With Stolen Money - cortometraggio (1915)
- The Moment Before Death - cortometraggio (1915)
- The Inner Chamber - cortometraggio (1915)
- Saved from the Harem (1915)

#### 1916
- The Diamond Thieves - cortometraggio (1916)
- Soldiers' Sons - cortometraggio (1916)
- The Crash - cortometraggio (1916)
- The Scarlet Chastity - cortometraggio (1916)
- Playthings of the Gods - cortometraggio (1916)
- The Beggar King - cortometraggio (1916)
- The Final Payment - cortometraggio (1916)
- Out of the Flotsam - cortometraggio (1916)
- The Half Wit - cortometraggio (1916)
- The Price of Dishonor - cortometraggio (1916)